# 警察廣播電臺

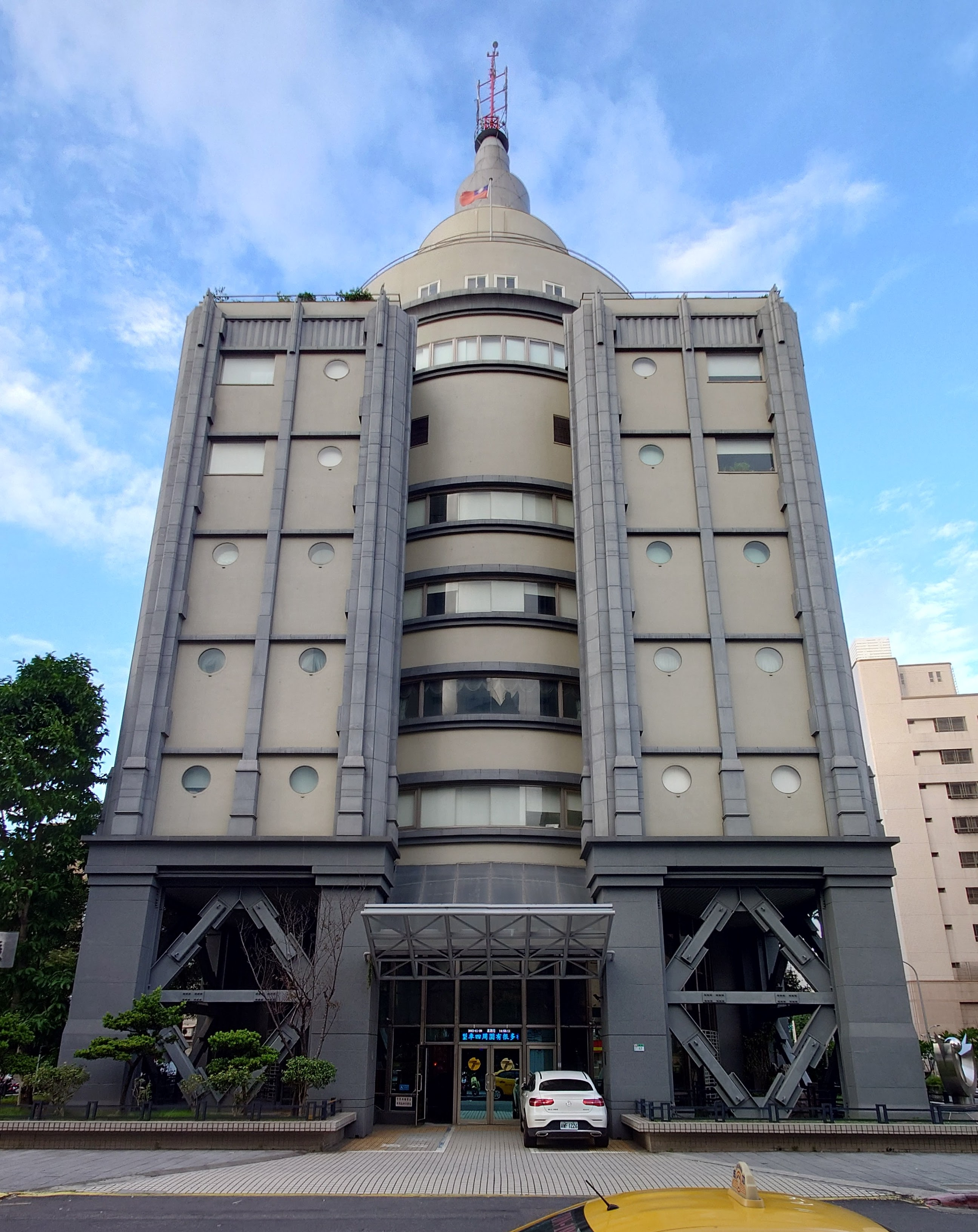
警察廣播電台總臺

警察廣播電台（全稱內政部警政署警察廣播電臺，簡稱警廣），是中華民國一個國營廣播電台，也是中華民國第一個公營全區廣播電台。除臺北總台外，設有臺北地區交通台、新竹台、臺中台、臺南台、高雄台、宜蘭台、花蓮台、臺東台等分台。
定位為提供治安、交通、緊急救難等公共服務，主要服務內容包括：提供服務全國路況、提供道路駕駛即時回報最新路況、天災及緊急救難插播、提供政府公共政策資訊以及失物查尋、拾得物招領、計程車駕駛緊急聯絡。

## 歷史

警察廣播電台新版台標字體

警察廣播電台舊版台標字體

### 電臺沿革
1954年2月23日，「臺灣省警察廣播電臺」開始試播，隸屬臺灣省政府警務處，總台設於台北市城中區天津街1號警務處中。
1954年3月1日，警廣開播，臺灣省政府警務處處長兼警廣首任台長陳仙洲陪同臺灣省政府主席俞鴻鈞參觀總台設備，俞鴻鈞隨即在播音室播音15分鐘作為開播儀式。警務處大禮堂舉辦警廣開播茶會，招待各界人士參觀總台。
1961年12月21日，臺灣省政府發布《臺灣省警察廣播電臺組織規程》，警廣正式納入警務處建制。1995年，警務處改制為臺灣省政府警政廳，警廣為警政廳附屬警察機關。
1999年臺灣省虛級化後，警廣於1999年7月1日改隸內政部警政署並更名為「內政部警政署警察廣播電臺」，並於2001年改以《內政部警政署警察廣播電臺組織條例》為組織法源。2013年，配合警政署組織調整，警廣降編為警政署附屬四級機構。

### 年表
- 1954年成立之初使用廣播頻率為940千赫（中波）。
- 1959年：新竹轉播台架設完成。
- 1961年6月14日：開始使用超短波調頻式廣播頻率FM 105。
- 1963年：推行雪中送炭運動。
- 1968年11月12日：開始全天24小時播送。
- 1971年3月1日：臺北交通專業台開始運作，頻率使用AM 1510，為24小時播音。
- 1973年，調頻第二廣播網 高雄交通電台成立[2]。
- 1974年2月28日，立體調頻廣播試播，北部、南部為FM 104.9，中部為FM 102.9[3]。
- 1980年10月20日：開始「空中路況報導」，利用空中警察隊直升機在交通尖峰時間播報即時路況。
- 1985年2月18日：試辦「駕駛人連絡服務」，讓民眾在需要緊急連繫時，可透過廣播聯繫駕駛人。
- 1990年3月1日：長青網開始播出。
- 1990年6月15日：警廣臺中分臺開播。
- 1990年10月1日：「路況報導」廣播網開始運作。
- 1992年8月1日：警廣交通網花蓮台（即現在的警廣花蓮分台）成立，頻率為FM 94.3、AM 990，同時完成警廣全省交通聯播系統（AM 990已於2012年10月起停播）[4]。
- 1993年：總台遷至台北市中正區廣州街17號。
- 1994年：使用台呼
- 1995年8月1日：地區交通網宜蘭台開播，使用原「全國交通網宜蘭轉播台」的頻率播出。
- 1996年4月27日：向中華電信申請取得免付費電話（080-000-123，為路況通報電話），是台灣第一支080免付費電話（2001年3月因080電話升碼，改為0800-000-123）[4]。
- 1998年11月10日：為避開同頻干擾情形，臺中分臺頻率由FM 94.3改為FM 94.5[4]。
- 1999年3月1日：「公共服務網」更名為全國治安交通網。
- 1999年6月7日：推出鄭秀文的5種台呼（輕鬆版、Jazz版、民謠Folk版、柔情版、振奮版）
- 1999年7月23日：推出王力宏的6種台呼
- 1999年9月21日：在921大地震時，臺中台開放現場無間斷播音，為災區提供實時資訊。
- 2008年6月16日：警廣台東台（FM 94.3）開播。
- 2011年6月1日：「警察廣播電台服務中心」啟用。
- 2012年10月31日：長青網停止播音。
- 2013年11月：宜蘭台從宜蘭市中山路五段搬遷到民權路二段。
- 2015年9月：啟用屏東縣獅子鄉北里龍山轉播站、台東縣達仁鄉森永轉播站，以改善南迴公路廣播訊號問題[5]。
- 2017年5月：啟用野柳轉播站，改善北海岸台二線濱海公路收訊。
- 2017年11月：啟用貢寮轉播站，改善貢寮地區、東北角沿岸公路收訊。
- 2018年1月：恆春轉播站正式啟用，改善恆春地區收訊，提供當地居民及遊客最即時的路況。
- 2021年3月22日：警廣官方網站域名改隸內政部警政署（「pbs.npa.gov.tw」，當日14:00起）[6]。
- 2024年5月22日：北里龍山轉播站（FM93.1）遷移至草埔並更名為草埔轉播站（FM93.1）[7]
- 2024年6月12日：NCC通過公告指定桃竹苗地區FM94.9MHz及雲嘉南地區FM94.7MHz頻率提供警廣新竹分臺及臺南分臺使用，後續警廣仍須依法檢具設立申請書、營運計劃書等文件向NCC遞件審查。[8][9]

## 廣播頻率

### 全國治安交通網
| 電台名稱                     | 收聽頻率 | 收聽地區                            |
| ---------------------------- | -------- | ----------------------------------- |
| 臺北總台                     | FM104.9  | 基隆、臺北、新北、桃園              |
| 野柳轉播站                   | FM104.9  | 金山、萬里                          |
| 貢寮轉播站                   | FM104.9  | 貢寮、瑞芳、雙溪                    |
| 南澳轉播站、烏石鼻轉播站     | FM104.9  | 宜蘭                                |
| 嘉義轉播台                   | FM104.9  | 雲林、嘉義、澎湖、台中 彰化部分地區 |
| 高雄轉播台                   | FM104.9  | 高雄、屏東（墾丁除外）              |
| 恆春轉播站                   | FM104.9  | 墾丁                                |
| 苗栗台                       | FM105.1  | 新竹、苗栗、臺中、彰化、南投        |
| 花蓮轉播台、臺東西川山轉播臺 | FM101.3  | 北花蓮、台東                        |
| 舞鶴轉播台                   | FM106.5  | 南花蓮（舞鶴）                      |

### 地區治安交通網

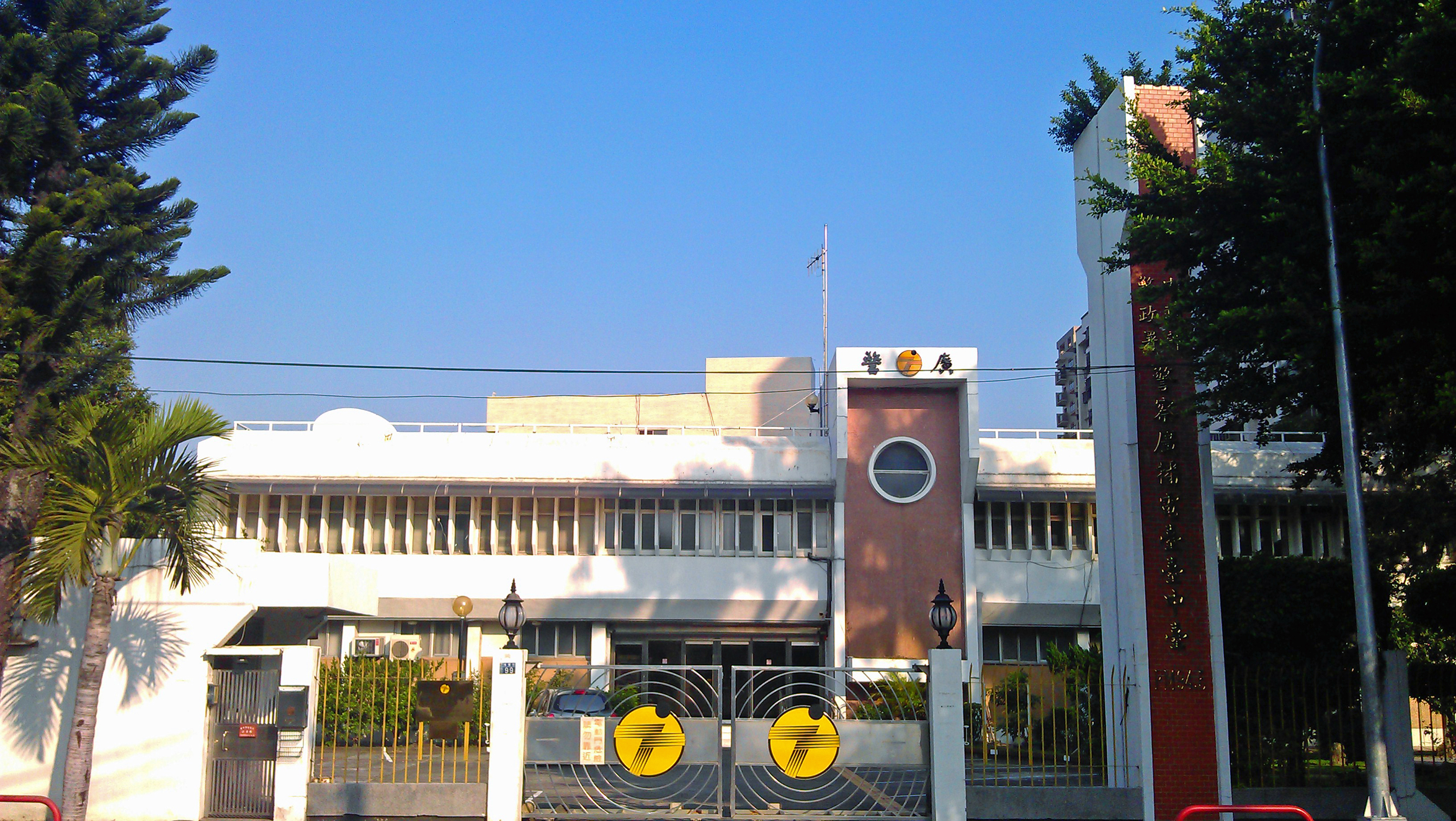
警察廣播電台臺中臺

| 分台                      | 頻率     | 收聽範圍                                    | 路況報導範圍                                                                                    | 路況報導範圍                                                                           | 路況報導範圍                         | 節目主持（不聯播全國網）時間                                                      | 節目主持（不聯播全國網）時間   |
| 分台                      | 頻率     | 收聽範圍                                    | 國道                                                                                            | 省道                                                                                   | 市區道路                             | 平日                                                                              | 假日                           |
| ------------------------- | -------- | ------------------------------------------- | ----------------------------------------------------------------------------------------------- | -------------------------------------------------------------------------------------- | ------------------------------------ | --------------------------------------------------------------------------------- | ------------------------------ |
| 臺北分臺                  | FM 94.3  | 基隆、新北、臺北 桃園、新竹、雪山隧道內     | 國道一號：基隆端-頭份 · 國道二號 · 國道三號：基金-香山 · 國道三號甲線 · 國道五號：南港系統-頭城 | 台62線 · 台64線 · 台66線 · 台68線 · 其餘省道：新竹以北路段                             | 基隆市 臺北市 新北市 桃園市 新竹縣市 | 07:00-22:00（22:00~07:00與全國網聯播）                                            | 無                             |
| 新竹分臺                  | AM 1512  | 桃園、新竹、苗栗                            | 比照警廣治安交通網臺北臺 和臺中臺國道路況範圍                                                   | 台66線 · 台68線 · 台72線                                                               | 桃園市 新竹縣市 苗栗縣               | 07:00-18:30 （19:00~22:00聯播臺中分臺，22:00~24:00聯播臺北分臺）                  | 無（07:00~20:00聯播臺中分臺）  |
| 臺中分臺                  | FM 94.5  | 新竹、苗栗、臺中 彰化、南投、雲林           | 國道一號：楊梅-新營 · 國道三號：茄苳-古坑系統 · 國道四號 · 國道六號                             | 台68線 · 台72線 · 台74線 · 台76線 · 台78線 · 台82線 · 其餘省道：新竹縣市至嘉義縣市路段 | 苗栗縣 臺中市 彰化縣 南投縣 雲林縣   | 07:00-22:00（22:00~24:00聯播臺北分臺）                                            | 08:00-12:30、12:45-20:00       |
| 臺南分臺                  | AM 1314  | 嘉義、臺南                                  | 國道一號：嘉義-仁德服務區 · 國道三號：中埔-關廟服務區 · 國道八號 ·                              | 台82線 · 台84線 · 台86線 · 台88線                                                      | 嘉義縣市 臺南市 高雄市               | 07:00-18:30 （19:00~22:00聯播高雄分臺，22:00~24:00聯播臺北分臺）                  | 無 （08:00~20:00聯播高雄分臺） |
| 高雄分臺                  | FM 93.1  | 嘉義部分地區 臺南、高雄、屏東、台東部分地區 | 國道一號：西螺-高雄端 · 國道三號：斗六-大鵬灣端 · 國道八號 · 國道十號 ·                         | 台82線 · 台84線 · 台86線 · 台88線 · 其餘省道：嘉義以南路段                             | 嘉義縣市 臺南市 高雄市 屏東縣        | 07:00-22:00（22:00~24:00聯播臺北分臺）                                            | 08:00-12:30、12:45-20:00       |
| 草埔轉播站                | FM 93.1  | 嘉義部分地區 臺南、高雄、屏東、台東部分地區 | 國道一號：西螺-高雄端 · 國道三號：斗六-大鵬灣端 · 國道八號 · 國道十號 ·                         | 台82線 · 台84線 · 台86線 · 台88線 · 其餘省道：嘉義以南路段                             | 嘉義縣市 臺南市 高雄市 屏東縣        | 07:00-22:00（22:00~24:00聯播臺北分臺）                                            | 08:00-12:30、12:45-20:00       |
| 恆春轉播站                | FM 93.1  | 嘉義部分地區 臺南、高雄、屏東、台東部分地區 | 國道一號：西螺-高雄端 · 國道三號：斗六-大鵬灣端 · 國道八號 · 國道十號 ·                         | 台82線 · 台84線 · 台86線 · 台88線 · 其餘省道：嘉義以南路段                             | 嘉義縣市 臺南市 高雄市 屏東縣        | 07:00-22:00（22:00~24:00聯播臺北分臺）                                            | 08:00-12:30、12:45-20:00       |
| 宜蘭分臺 （四堵山發射站） | FM 101.3 | 宜蘭、新北坪林                              | 國道五號                                                                                        | 宜蘭地區路段                                                                           | 宜蘭縣                               | 07:00-18:30（22:00~24:00聯播臺北分臺）                                            | 無                             |
| 南澳轉播站                | FM 101.3 | 宜蘭、新北坪林                              | 國道五號                                                                                        | 宜蘭地區路段                                                                           | 宜蘭縣                               | 07:00-18:30（22:00~24:00聯播臺北分臺）                                            | 無                             |
| 花蓮分臺                  | FM 94.3  | 花蓮                                        | 無                                                                                              | 花蓮地區路段                                                                           | 花蓮縣                               | 07:00-18:30（22:00~24:00聯播臺北分臺），星期一至五國定假日：18:45~24:00聯播全國網 | 無                             |
| 臺東分臺                  | FM 94.3  | 臺東                                        | 無                                                                                              | 臺東地區路段                                                                           | 臺東縣                               | 07:00-18:30（22:00~24:00聯播臺北分臺），星期一至五國定假日：18:45~24:00聯播全國網 | 無                             |
| 森永轉播站                | FM 94.3  | 臺東                                        | 無                                                                                              | 臺東地區路段                                                                           | 臺東縣                               | 07:00-18:30（22:00~24:00聯播臺北分臺），星期一至五國定假日：18:45~24:00聯播全國網 | 無                             |

## 警廣知名節目主持人
| 姓名   | 節目名稱     | 服務期間(起) | 服務期間(訖) | 榮譽紀錄                                       | 備註 |
| ------ | ------------ | ------------ | ------------ | ---------------------------------------------- | ---- |
| 羅蘭   | 安全島       | 1959         | 1991         | 曾獲廣播金鐘獎、國家文藝獎、亞洲作家終身成就獎 |      |
| 光     | 青春之歌     | 1967         | 1982         | 獲頒第48屆金鐘獎廣播金鐘獎特別貢獻獎           |      |
| 李文   | 我愛我家     | 1969         | 1980         | 曾獲廣播金鐘獎、金駝獎等                       |      |
| 凌晨   | 平安夜       | 1977         |              | 曾獲十大傑出女青年獎與廣播金鐘獎               |      |
| 唐陶   | 夜夜夜談     | 1990         | 2019         | 榮獲廣播金鐘獎單元節目獎等                     |      |
| 光禹   | 今夜家族     | 1990         | 1996         | 1994年入圍廣播金鐘獎綜藝節目主持人獎           |      |
| 張敬   | 魔法世界     | 1998         | 2018         | 榮獲流行音樂節目主持人獎等共12座廣播金鐘獎     |      |
| 唐妮   | 警廣寶貝週記 | 2000         | 2010         | 榮獲兒童節目主持人獎等超過10座廣播金鐘獎       |      |
| 劉琇如 | 琇如時時樂   |              | 2021         | 榮獲流行音樂節目主持人獎等超過10座廣播金鐘獎   |      |
| 秦夢眾 | 尋夢園       |              | 1998         | 1997、1998全國「電台情人」票選冠軍             |      |
| 秦儷舫 | 秦晴時間     | 1982         | 1994         | 北市議會第8 、9、10、11屆議員                  |      |
| 陳孋輝 | 陳儷輝時間   | 1982         | 1998         | 北市議會第8 、9、10、11、12屆議員              |      |

## 記者
| 分臺                                 | 記者                                                                                           |
| ------------------------------------ | ---------------------------------------------------------------------------------------------- |
| 總臺新聞科                           | 張子榮（科長）、馮馨儀、朱瑞森、呂明宗、尤柔淳、林瑀晨、尤淑嬿、任蘭馨、李易澄、郭書雅、吳音妮 |
| 臺北分臺                             | 宋佳謙（臺北）、劉薇（新北）、林夢萍（基隆）、靳傑（桃園）                                     |
| 新竹分臺                             | 張玉雲、徐海倫                                                                                 |
| 臺中分臺                             | 黃怡馨（臺中/南投）、黃俊偉（彰化）、陳怡伶（苗栗/臺中）                                       |
| 臺南分臺（負責轄區雲林、嘉義縣市）   | 吳明芬（雲林）、周宥騫（嘉義）                                                                 |
| 高雄分臺（負責轄區臺南、高雄、屏東） | 魏晶妮、徐郡秀、鍾依洳、宋玲                                                                   |
| 宜蘭分臺                             | 林慧貞、林秋眠、羅佳惠、楊昇儒                                                                 |
| 花蓮分臺                             | 張涵（兼任《花蓮地方新聞》主播）                                                               |
| 臺東分臺                             | 王玉芬                                                                                         |

## 主播
| 節目                 | 主播                                                       | 備註 |
| -------------------- | ---------------------------------------------------------- | --- |
| 警廣午間新聞         | 總台新聞科輪流播報                                         | 晨間新聞已停播 早上7點改播報整點路況 平日午間新聞播報時間為約30分鐘(包含12:45路況彙整)、假日新聞播報時間為15分鐘                                                                            |
| 警廣晚間新聞         | 由總台新聞科輪流播報                                       | 晚間新聞播報時間為約30分鐘(包含18:45路況彙整) 平日台北分台僅播出30分至45分之晚間新聞 台北分台於18:45路況彙整後轉回節目現場、假日新聞播報時間為約15分鐘(18:45後轉回節目現場)                 |
| 警廣新聞（半點播出） | 總臺新聞科記者輪流播報                                     | 播報時間約為5分鐘 平日10:30新聞由全國網主持人播報 平日13:30新聞由時段節目主持人播報 平日15:30新聞由總臺新聞科記者輪流播報 平日16:30新聞由全國網主持人播報 平日19:30新聞由時段節目主持人播報 |
| 警廣夜間新聞         | 黃彥翔（《尚恩 in the night》主持人）                      | 播報時間為10分鐘 順序改由氣象優先播報 |
| 中台灣新聞           | 臺中分臺記者輪流播報                                       | 播報中彰投、新竹、苗栗、雲林、嘉義地區新聞 平日17:30-17:35播出（臺北分台、臺南分台、高雄分台不聯播）                                                                                        |
| 中台灣晚間新聞       | 施旭治（臺中分臺《空中奇緣》主持人）                       | 播報中彰投、新竹、苗栗、雲林、嘉義地區新聞 播出時間：平日20:30-20:37（新竹分臺、台中分臺）                                                                                                  |
| 南台灣新聞           | 高雄分臺記者輪流播報                                       | 週一至週五14:30—14:35播出 |
| 南部地方新聞         | 高雄分臺記者輪流播報                                       | 週一至週五17:30—17:40、20:30—20:38播出（臺南分臺、高雄分臺） |
| 東台灣新聞           | 宜蘭台：楊昇儒、羅佳惠、林秋眠 花蓮台：張涵 台東台：王玉芬 | 播報時間為平日11:30-11:35 |
| 資訊廣場             | 臺北分臺的記者輪流播報                                     | 於平日17:40播出，播報時間約12分鐘（臺北分臺製播） 臺北分臺不聯播17:30之警廣中台灣新聞 20:37播出「新聞專題」（臺北分臺的記者採訪）                                                           |
| 宜蘭大小事           | 楊昇儒                                                     | 宜蘭、臺北的訊息彙整 平日17:40—17:50（宜蘭分臺） 若播報路況延長，可能會延後2~3分鐘播出 |

## 帶狀單元
| 單元             | 播出時間                           | 備註                               |
| ---------------- | ---------------------------------- | ---------------------------------- |
| 新聞特寫         | 週一、週三、週四、週五15:03＆21:03 | 總臺新聞科、各分臺記者採訪製播     |
| 安居專案系列報導 | 週二15:03＆21:03                   | 總臺新聞科、各分臺記者採訪製播     |
| 誰在你身邊       | 週一15:30~16:00（臺北分臺播出）    | 林夢萍主持，節目中會穿插路況報導   |
| 臺灣走透透       | 週六10:30＆21:45                   | 各分臺記者採訪製播（臺北分臺除外） |
| 警民之間         | 週日10:30＆21:45                   | 各分臺記者採訪製播（臺北分臺除外） |

## 外部連結
- 警察廣播電台（页面存档备份，存于）
- Pbs警廣會客室的Facebook專頁